# Survival horror
El survival horror és un gènere de videojoc inspirat en el cinema de terror en el que el principal objectiu és sobreviure i/o fugir d'una amenaça de la ficció del terror; normalment són monstres o algun ser sobrenatural que espanta al jugador.
El survival horror va néixer amb Haunted House d'Atari publicat l'hivern del 1982 i amb Sweet Home de Capcom publicat el 15 de desembre del 1989. Amb el pas del temps d'aquest gènere es va anar popularitzant per les sagues: Silent Hill, Alone in the Dark i Resident Evil.

## Característiques
Generalment, els survival horror fan servir diferents elements per crear una atmosfera de terror psicològic en el jugador.
Aquests elements són: escenaris molt detallats, una il·luminació baixa, opaca i descolorida que provoca una barreja de terror i angoixa, la música és generalment instrumental amb influència clàssica que aconsegueix crear un efecte de concentració en el jugador però que alhora es veu alterat pels efectes de so espontanis que pretenen espantar-lo.
Normalment, el protagonista compta amb poca llibertat de moviments i pocs recursos com poca munició, pocs elements curatius... D'aquí ve el nom de "survival" (supervivència, en anglès). Les històries d'aquests títols tracten de temes foscos, sobrenaturals i violents semblants als propis d'una pel·lícula de terror. Una altra característica força comuna és la presència de trencaclosques o endevinalles que s'han de resoldre al llarg de la història i que requereixen una capacitat d'investigació i d'observació detallada per part del jugador.

## Títols destacats
Alguns títols destacat d'aquest gènere són:
- Castlevania
- System shock
- System shock 2
- Saga Silent Hill
- Saga Resident Evil
- Saga Alone in the Dark
- Parasite Eve (1998)
- Deep Fear (1998)
- Eternal Darkness: Sanity's Requiem (2002)
- The Thing (2002)
- Project Zero (2002)
- Clock Tower 3 (2003)
- The Suffering (2004)
- Obscure (2004)
- Forbbiden Siren (2004)
- Project Zero II: Crimson Butterfly (2004)
- Haunting Ground (2005)
- Kuon (2005)
- Dead Rising (2006)
- Project Zero III: The Tormented, (2006)
- Forbbiden Siren 2 (2006)
- Rule of Rose (2006)
- F.E.A.R. (2006)
- Penumbra: Overture (2007)
- Penumbra: Black Plague (2008)
- Vampire Rain (2007)
- Obscure 2 (2007)
- BioShock (2007)
- Saga Dino Crisis
- Amnesia: The Dark Descent (2010)
- Metro 2033 (2010)
- Metro Last Light (2013)
- Metro Redux (2014)